# Клавдії
Кла́вдії (лат. Claudii, gens Claudia) — давньоримський рід сабінського походження, що утворив, разом з 500 клієнтами, окрему трибу, з Аппієм Клавдієм на чолі (див. нижче). Рід цей, з якого виділилася плебейська гілка (відомими її представниками є Марцелли), з самого початку відрізнявся аристократичною зарозумілістю і особливим завзяттям у захисті своїх прав під час боротьби з плебеями. За прикладом Публія Клодія, в останні роки республіки деякі члени цього роду стали називатися Клодіями. Інша гілка Клавдіїв отримала прізвисько Нероніїв: глава їх, консул Гай Клавдій Нерон, досяг популярності під час Другої пунічної війни, разом з Лівієм Салінатором перемігши карфагенян на березі Метавра, в 207 р. До цієї ж фамілії належав Тиберій Клавдій Нерон, який поступився Октавіану Августу своєю дружиною Лівією, завдяки чому сини його, Тиберій Клавдій Нерон і Друз Клавдій Нерон, перейшли в правлячий дім Юліїв, а його ім'я отримав четвертий імператор з роду Юліїв — Клавдій.

## Походження
Номен «Клавдій» (Claudius), згідно з легендою, пов'язаний зі словом claudus — «кульгавий». Когномен «Клавд», Claudus («Кульгавий») відомий в інших римських родах. Цю етимологію оспорювали Антуан Мейє і Карл Брааш. Нема свідчень, що хтось із засновників роду був кульгавим, номен походить, скоріш за все, від імені Аттія Клавза (Attius Clausus), оскільки первісною формою родового імені Claudius була «Клавз» (Clausus).

## Відомі представники
1) Аппій Клавдій Сабін (Appius Claudius Sabinus) — не співчуваючи підтримці, яку надають сабіняни вигнаним з Риму Тарквініям, він переселився з Регілла, близько 504 р. до н. е., в Рим, разом з рідними, друзями та клієнтами, до 5000 осіб, змінив колишнє ім'я (Atta Clausus) на нове Аппія Клавдія, отримав звання сенатора і став главою патриціанського роду. Відрізнявся надзвичайною суворістю до своїх боржників, радив вживати суворих заходів проти плебеїв під час їхнього віддалення на Священну гору (494) і під час голоду 492 р. Він же протидіяв аграрному закону Спурія Кассія.
2) Аппій Клавдій (Appius Claudius) — онук першого Аппія Клавдія, децемвір († 448 р. до н. е.) (Див. Аппій Клавдій і децемвіри).
3) Аппій Клавдій Цек (Appius Claudius Caecus — від лат. caecus — «сліпий») — посідав у 312 р. до н. е., ще не бувши консулом, посаду цензора і влаштував перший великий водопровід і першу велику мощену кам'яну дорогу(via Арріа), яка вела від Капенських воріт у Римі через Лаціум у Кампанію. Подібно своїм предкам, завзятий противник прагнень знатних плебейських родин до рівності з патриціями, він намагався применшити їх вплив, відволікаючи від них нижчі класи і пролетарів. З цією метою він зараховував до сенату людей з цих нижчих класів, а в триби — відпущеників і незаможних містян, чим створив собі в їх середовищі багато прихильників. Завдяки їхній підтримці, він не склав з себе звання цензора і після закінчення встановленого терміну, але цілих п'ять років підряд продовжував зберігати його, незважаючи на всі нападки трибунів. Зараховані ним сенатори, після усунення його, були негайно виключені, а пролетарі і відпущеники внесені, в 304 р., в списки чотирьох міських триб. К. досяг, проте, за їх сприяння обрання в консули (307 р.). У 296 р. вдруге призначений консулом, він бився з самнітянами і етрусками. На старості, осліпнувши, Клавдій віддалився від справ, але наказав себе принести в сенат, коли в 279 р. цар Пірр, через Кінея, пропонував римлянам мир. Полум'яною промовою йому вдалося схилити співгромадян до вирішення: нехай Пірр спершу залишить межі Італії і тоді просить Рим про перемир'я.
4) Аппій Клавдій Каудекс (Appius Claudius Caudex) — брат попереднього, консул 264 р. до н. е., відкрив військові дії під час першої пунічної війни. Прізвисько Caudex («Стовбур») він отримав за те, що він переправився через Мессенську протоку на плоских суднах або плотах, зроблених зі стовбурів дерев. Він розбив карфагенянина Ганнона і сиракузького тирана Гієрона під стінами Мессени, і заволодів цим містом.
5) Публій Клавдій Пульхр (Publius Claudius Pulcher) — син Аппія Клавдія Цека, був у 249 р. до н. е., під час першої пунічної війни, консулом і отримав начальство над римським флотом, який стояв біля Лілібея. Авгури передбачали невдачу його наміру напасти в гавані Дрепана на карфагенський флот; священні кури відмовлялися клювати кидаєне їм тісто. Тоді Публій Клавдій велів кинути курей у море, сказавши: «нехай понапиваються, якщо не хотіли їсти». Зазнавши цілковитої поразки і втративши майже весь свій флот, він уникнув переслідування за вільнодумство завдяки грозі, що вибухнула під час коміцій, але після нового звинувачення в обра́зі народної величі був присуджений до великого грошового стягнення і скінчив життя самогубством.